# Stanislaw Staschewskyj

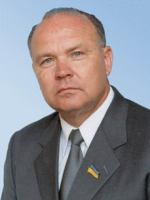
Stanislaw Staschewskyj

Stanislaw Telisforowytsch Staschewskyj (ukrainisch Станіслав Телісфорович Сташевський; * 10. März 1943 in Marjaniwka, Oblast Kiew, Ukrainische SSR) ist ein ukrainischer Politiker. Zwischen September 2005 und August 2006 war er Stellvertretender Ministerpräsident der Ukraine.

## Leben
Stanislaw Staschewskyj machte von 1966 bis 1972 am Kiewer Polytechnischen Institut ein Studium zum Elektroingenieur. 1999 wurde er an der Kiewer Nationalen Universität für Bauwesen und Architektur Kandidat der technischen Wissenschaften.
Zwischen Oktober 1996 und Januar 2001 war Staschewskyj der erste Stellvertreter des Vorsitzenden der Kiewer Stadtverwaltung Oleksandr Omeltschenko und innerhalb der Stadtverwaltung Vorsitzender der Kommission für die Investitionstätigkeit in der Stadt Kiew. Er leitete die Arbeiten für einen neuen Masterplan zur Stadtentwicklung von Kiew. Von Juni 1998 an war er zudem Mitglied des Kiewer Stadtrates.
Stanislaw Staschewskyj war zwischen dem  14. Mai 2002 und dem 20. Oktober 2005 sowie zwischen dem 25. Mai 2006 und dem 8. Juni 2007 Abgeordneter der Werchowna Rada, dem ukrainischen Parlament.
Vom 5. Juni 2001 bis zum 19. November 2001 war er im Kabinett Kinach Minister für Brennstoffe und Energie der Ukraine und vom 27. September 2005 bis zum 4. August 2006 als Mitglied des Parteienbündnis Block „Unsere Ukraine“ Stellvertretender Ministerpräsident der Ukraine im Kabinett Jechanurow. Zwischen März 2008 und Januar 2010 war er Berater der Ministerpräsidentin der Ukraine Julija Tymoschenko.
Stanislaw Staschewskyj ist verheiratet und Vater einer 1966 geborenen Tochter.

## Ehrungen
Staschewskyj ist Mitglied der Akademie für Bauwesen der Ukraine und erhielt zahlreiche Ehrungen. Darunter:
- 1995 Verdienstorden der Ukraine 3. Klasse
- 1997 Verdienstorden der Ukraine 2. Klasse
- 1999 Verdienstorden der Ukraine 1. Klasse